# Conchidium braccatum
Conchidium braccatum är en orkidéart som först beskrevs av John Lindley, och fick sitt nu gällande namn av Friedrich Gustav Brieger. Conchidium braccatum ingår i släktet Conchidium, och familjen orkidéer. Inga underarter finns listade i Catalogue of Life.